# The Burden
The Burden ist ein Stop-Motion-Musical-Kurzfilm der schwedischen Regisseurin Niki Lindroth von Bahr aus dem Jahr 2017. Der Film zeigt anhand vier unterschiedlicher Szenarien mit anthropomorphen Tieren in vorrangig Niedriglohn-Berufen die Auswirkungen von Langeweile und existentieller Angst unterlegt mit teils konträren Musical-Einlagen.

## Handlung
In dem Hotel LongStay klagt ein an Selbstzweifeln ob seines Äußeren leidender Stichling über Einsamkeit aufgrund seiner schlechten Haut. Keiner wolle mit ihm sein Leben verbringen. Sein Zimmernachbar deutet hingegen an, gerade eine Beziehung beendet zu haben, da er es nicht ertrage, morgens neben einer anderen Person aufzuwachen und die Einsamkeit sehr vermisse. Der Hotelmanager bekräftigt, dass sein Hotel ein Ort sei, an dem man lange verweilen könne – egal ob man die Einsamkeit suche oder sich selbst einsam fühle.
Zwei Mäuse fangen während ihrer Spätschicht als Reinigungskräfte in einem Fast-Food-Restaurant spontan freudig an zu tanzen, um sich kurz darauf wieder der Schwere ihres Lebens bewusst zu werden.
Die Angestellten eines Callcenters erzählen von ihren Anweisungen und ihrer Vorgehensweise beim Verkauf ihrer Produkte, die sie vollkommen verinnerlicht haben und strikt ausführen („Do apologize, but never cancel the agreement“). Sie machen klar, dass der Job für sie notwendig sei, um zu existieren, egal ob sie damit andere Existenzen beschweren. Keiner frage nach ihren Träumen, ihr eigenes Leben gleite ihnen davon.
Im Mega Stormarknad erwähnt der dort angestellte Hund beim Regale-Einräumen, dass er einen Traum gehabt habe, der genau so aussah wie das, was er gerade sieht, und nicht sicher ist, ob es Traum oder Wirklichkeit sei (vgl. Diner-Scene in Mulholland Drive). Die Produkte beginnen aus den Regalen zu fallen und ein großes Loch im Boden tut sich auf.
Am Ende ergibt sich für alle Figuren die Erkenntnis, dass, wenn ihnen ihre Bürde genommen wird, sie ihr Leben leben und ihr Glück wiedergewinnen können.

## Auszeichnungen
Beim Toronto International Film Festival 2017 erhielt The Burden die Auszeichnung als beser Kurzfilm. Beim für Animationsfilme sehr bedeutsamen Festival d’Animation Annecy erhielt er 2017 den Cristal du court métrage – den Preis für den besten Kurzfilm. Bei den Internationale Filmfestspiele von Cannes 2017 war er zudem für den Illy Prize nominiert.